# Número complexo
Em matemática, um número complexo é um elemento de um sistema numérico que contém os números reais e um elemento específico denotado i, chamado de unidade imaginária, e que satisfaz a equação i2 = −1.
O fato de um número negativo não ter raiz quadrada parece ter sido claro para os matemáticos que se depararam com esta questão, até a concepção do modelo dos números complexos. Um número complexo é um número {\displaystyle z} que pode ser escrito na forma {\displaystyle z=x+yi}, sendo {\displaystyle x} e {\displaystyle y} números reais e {\displaystyle i} denota a unidade imaginária. Esta tem a propriedade {\displaystyle i^{2}=-1,} sendo que {\displaystyle x} e {\displaystyle y} são chamados respectivamente parte real e parte imaginária de {\displaystyle z}.

O conjunto dos números complexos, denotado por {\displaystyle \mathbb {C} }, contém o conjunto dos números reais. Munido de operações de adição e multiplicação obtidas por extensão das operações de mesma denominação nos números reais, adquire uma estrutura algébrica denominada corpo algebricamente fechado, sendo que esse fechamento consiste na propriedade que tem o conjunto de possuir todas as soluções de qualquer equação polinomial com coeficientes naquele mesmo conjunto (no caso, o conjunto dos complexos). O conjunto dos números complexos também pode ser entendido por seu isomorfismo com um espaço vetorial sobre {\displaystyle \mathbb {R} }, o conjunto dos reais.
Além disso, a cada número complexo podemos atribuir um número real positivo chamado módulo, dado por:
{\displaystyle |z|={\sqrt {x^{2}+y^{2}}}.}
O módulo de z, visto como uma norma no espaço vetorial, conduz a um espaço normado topologicamente completo.[carece de fontes?]
Os números complexos são representados geometricamente no plano complexo. Nele, representa-se a parte real, {\displaystyle x,} no eixo horizontal e a parte imaginária, {\displaystyle y,} no eixo vertical.
Os números complexos são utilizados em várias áreas do conhecimento, tais como engenharia, eletromagnetismo, física quântica, teoria do caos, processamento de sinais, teoria de controle, dinâmica de fluidos, cartografia, análise de vibração, além da própria matemática, em que são estudadas análise complexa, álgebra linear complexa, álgebra de Lie complexa, com aplicações em resolução de equações algébricas e equações diferenciais.
Em algumas situações, é comum a troca da letra {\displaystyle i} pela letra {\displaystyle j,} devido ao frequente uso da primeira como indicação de corrente elétrica.

## História
O conceito de número complexo teve um desenvolvimento gradual. Começaram a ser utilizados formalmente no século XVI em fórmulas de resolução de equações de terceiro e quarto graus.
Os primeiros que conseguiram dar soluções a equações cúbicas foram Scipione del Ferro e Tartaglia. Este último, depois de ter sido alvo de muita insistência, passou os resultados que tinha obtido a Girolamo Cardano, que prometeu não divulgá-los. Cardano, depois de conferir a exatidão das resoluções de Tartaglia, não honrou sua promessa e publicou os resultados, mencionando o autor, em sua obra Ars Magna de 1545, iniciando uma enorme inimizade.
A fórmula deduzida por Tartaglia afirmava que a solução da equação {\displaystyle x^{3}+px+q=0} era dada por
{\displaystyle x={\sqrt[{3}]{-{\frac {q}{2}}+{\sqrt {\left({\frac {q}{2}}\right)^{2}+\left({\frac {p}{3}}\right)^{3}}}}}+{\sqrt[{3}]{-{\frac {q}{2}}-{\sqrt {\left({\frac {q}{2}}\right)^{2}+\left({\frac {p}{3}}\right)^{3}}}}}.}
Um problema inquietante percebido na época foi que algumas equações (as equações que têm três raízes reais, chamadas de casus irreducibilis) levavam a raízes quadradas de números negativos.
Por exemplo, a equação:
{\displaystyle x^{3}-15x-4=0}
tem três raízes reais, como se pode observar facilmente ou pelo gráfico da função:
{\displaystyle f(x)=x^{3}-15x-4}
ou por fatoração:
{\displaystyle x^{3}-15x-4=(x-4)(x^{2}+4x+1)=0}
se e somente se:
{\displaystyle x=4;}
{\displaystyle x=-2-{\sqrt {3}};}
ou:
{\displaystyle x=-2+{\sqrt {3}}.}
Entretanto, usando-se a fórmula de Tartaglia, chega-se a:
{\displaystyle x={\sqrt[{3}]{2+{\sqrt {-121}}}}+{\sqrt[{3}]{2-{\sqrt {-121}}}}}
Essa questão evidenciou o fato de que havia mais a se investigar e a se aprender sobre os números.
Rafael Bombelli experimentou escrever as expressões:
{\displaystyle {\sqrt[{3}]{2+{\sqrt {-121}}}}} e {\displaystyle {\sqrt[{3}]{2-{\sqrt {-121}}}}}
na forma:
{\displaystyle a+{\sqrt {-b}}} e {\displaystyle a-{\sqrt {-b}}}
respectivamente. Admitindo válidas as propriedades usuais das operações tais como comutativa, distributiva etc., usou-as nas expressões obtidas, obtendo {\displaystyle a=2} e {\displaystyle b=1.} Com isso, chegou a:
{\displaystyle x={\sqrt[{3}]{2+{\sqrt {-121}}}}+{\sqrt[{3}]{2-{\sqrt {-121}}}}=(2+{\sqrt {-1}})+(2-{\sqrt {-1}})=4}
No início, os números complexos não eram vistos como números, mas sim como um artifício algébrico útil para se resolver equações. Descartes, no século XVII, os chamou de números imaginários.
Abraham de Moivre e Euler, no século XVIII começaram a estabelecer uma estrutura algébrica para os números complexos. Em particular, Euler denotou a raiz quadrada de -1 por {\displaystyle i.} Ainda no século XVIII os números complexos passaram a ser interpretados como pontos do plano (plano de Argand-Gauss), o que permitiu a escrita de um número complexo na forma polar. Com isso, conseguiu-se calcular potências e raízes de modo eficiente e claro. Ainda no século XVIII, Gauss demonstrou o Teorema Fundamental da Álgebra.

## Definições

### Plano complexo

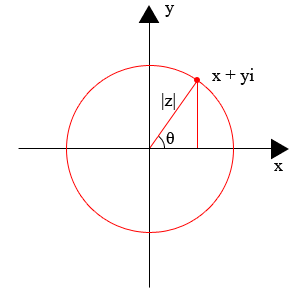
No plano de Argand-Gauss, parte real é representada pela reta das abscissas (x, horizontal) e a parte imaginária pela reta das ordenadas (y, vertical).

O plano complexo, também chamado de plano de Argand-Gauss, é uma representação geométrica do conjunto dos números complexos. Da mesma forma, como cada ponto da reta está associado a um número real, o plano complexo associa biunivocamente o ponto ( x , y ) do plano ao número complexo x + yi. Esta associação conduz a pelo menos duas formas de representar um número complexo:
- Forma retangular ou cartesiana:

{\displaystyle Z=(x,y)=x+yi}
representa o número Z em coordenadas cartesianas separando a parte real da parte imaginária.
- Forma polar:

{\displaystyle Z=r(\cos \theta +i\operatorname {sen} \theta )=r\mathrm {cis} (\theta )=re^{i\theta },\ \ \ |Z|=r}
onde r é a distância euclidiana do ponto
{\displaystyle Z=(x,y)}
até a origem do sistema de coordenadas, chamada de módulo do número complexo. Este é denotado por:
{\displaystyle |Z|={\sqrt {x^{2}+y^{2}}}}
Já {\displaystyle \theta } se trata do ângulo entre a semirreta {\displaystyle {\overline {OZ}}} e o semi-eixo real, chamado de argumento do número complexo Z e denotado por {\displaystyle \arg(Z).}
Através da identidade de Euler {\displaystyle e^{i\theta }=\cos \theta +i\operatorname {sen} \theta .}
A forma polar é equivalente à chamada forma exponencial: {\displaystyle Z=re^{i\theta }}

### Operações elementares
O conjunto dos números complexos é um corpo. Portanto, é fechado sobre as operações de adição e multiplicação, além de possuir a propriedade de que todo elemento não-nulo do conjunto possui um inverso multiplicativo. Todas as operações do corpo podem ser performadas através das propriedades associativa, comutativa e distributiva, levando em consideração a identidade {\displaystyle i^{2}=-1}
Sejam z e w dois números complexos dados por {\displaystyle z=(a,b)} e {\displaystyle w=(c,d)} então definem-se as relações e operações elementares tal como segue:

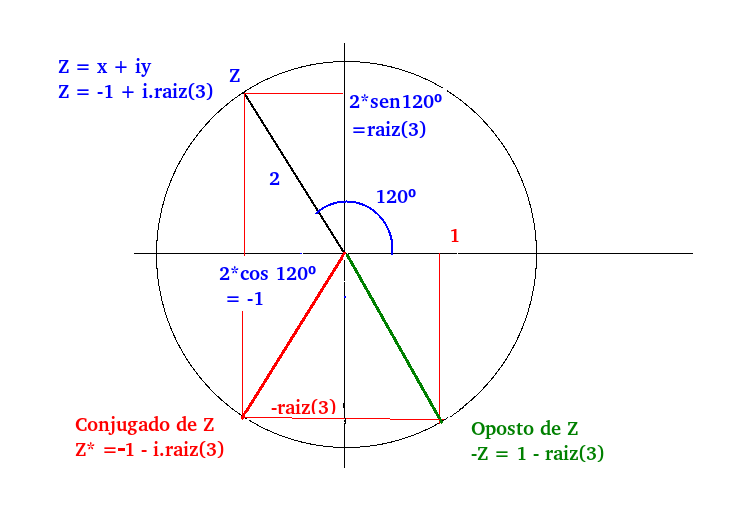
Exemplo número complexo com módulo 2 e argumento 120°. Em vermelho o conjugado deste número em verde o oposto

- Identidade:

{\displaystyle z=w} se e somente se {\displaystyle a=c} e {\displaystyle b=d.}
- Soma:

{\displaystyle z+w=w+z=(a+bi)+(c+di)=(a+c)+(b+d)i}
- Produto:

{\displaystyle zw=wz=(a+bi)(c+di)=ac+adi+bci+bdi^{2}=ac+adi+bci-bd=(ac-bd)+(ad+bc)i}
- Conjugado:

{\displaystyle {\overline {z}}=a-bi,} onde {\displaystyle {\overline {z}}} denota o conjugado de z. Outra notação usada para o conjugado de {\displaystyle z} é {\displaystyle {z}^{*}.}
O conjugado de um número complexo é seu simétrico no plano complexo em relação ao eixo real. A soma e o produto de um número complexo com seu conjugado tem parte imaginária nula.
- Soma de um complexo por seu conjugado:

{\displaystyle z+{\overline {z}}=(a+bi)+(a-bi)=2a.}
- Produto de um complexo por seu conjugado:

{\displaystyle z\cdot {\overline {z}}=(a+bi)(a-bi)=a^{2}-abi+abi-b^{2}i^{2}=a^{2}-b^{2}i^{2}.} 
Como {\displaystyle i^{2}=-1,} temos que o produto de um Número Complexo {\displaystyle a+bi} pelo seu Conjugado {\displaystyle a-bi} se dá por: {\displaystyle (z){\overline {z}}=a^{2}+b^{2}.}
- Módulo:

{\displaystyle \left|z\right|=r={\sqrt {a^{2}+b^{2}}}}
- Inverso multiplicativo (para {\displaystyle z\neq 0}):

{\displaystyle {\frac {1}{z}}={\frac {1}{a+bi}}={\frac {a-bi}{(a+bi)(a-bi)}}={\frac {a-bi}{a^{2}+b^{2}}}={\frac {\overline {z}}{\left|z\right|^{2}}}.}
As operações de subtração e divisão são efetuadas transformando em adição com o oposto aditivo e em multiplicação com o inverso multiplicativo, respectivamente. Algumas operações são mais facilmente realizadas na forma polar:
{\displaystyle z=a+bi=r(\cos \varphi +i\mathrm {sen} \,\varphi )=re^{i\varphi }.}
- Produto:

{\displaystyle z\cdot w=r_{1}\,e^{i\varphi _{1}}\cdot r_{2}\,e^{i\varphi _{2}}=r_{1}\,r_{2}\,e^{i(\varphi _{1}+\varphi _{2})}}
- Inverso multiplicativo (para {\displaystyle z\neq 0}):

{\displaystyle {\frac {1}{z}}={\frac {1}{r_{1}\,e^{i\varphi _{1}}}}={\frac {1}{r_{1}}}\cdot e^{-i(\varphi _{1})}}
- Divisão:

{\displaystyle {\frac {z}{w}}={\frac {r_{1}\,e^{i\varphi _{1}}}{r_{2}\,e^{i\varphi _{2}}}}={\frac {r_{1}}{r_{2}}}\,e^{i(\varphi _{1}-\varphi _{2})}}
- Potenciação:

{\displaystyle z^{n}={\big (}r_{1}\,e^{i\varphi _{1}}{\big )}^{n}=r_{1}^{n}\,e^{in\varphi _{1}},~~n=0,1,2,3,\ldots }
- Conjugado:

{\displaystyle {\overline {z}}=r_{1}\,e^{-i\varphi _{1}}}
O produto de um número complexo pelo seu conjugado é:
{\displaystyle z{\overline {z}}=r_{1}\,e^{i\varphi _{1}}\cdot r_{1}\,e^{-i\varphi _{1}}=r_{1}\cdot r_{1}\,e^{i\varphi _{1}-i\varphi _{1}}=r_{1}^{2}\,e^{0}=r_{1}^{2}}

### O módulo
Sejam z e w dois números complexos dados por {\displaystyle z=(a,b)} e {\displaystyle w=(c,d),} o módulo possui as seguintes propriedades:
{\displaystyle {\begin{array}{lcl}|z|&=&{\sqrt {a^{2}+b^{2}}};\\|{\overline {z}}|&=&|z|;\\|z\cdot w|&=&|z|\cdot |w|;\\|z+w|&\leq &|z|+|w|;\\|z|&=&0\Longleftrightarrow z=0.\end{array}}}
Cabe ressaltar, conforme exposto acima, que o número zero é o único número complexo cujo módulo de Z é igual a Z.
A distância entre dois números complexos é definida como:
{\displaystyle {\hbox{dist}}\left(z,w\right)=|z-w|}

## Propriedades algébricas

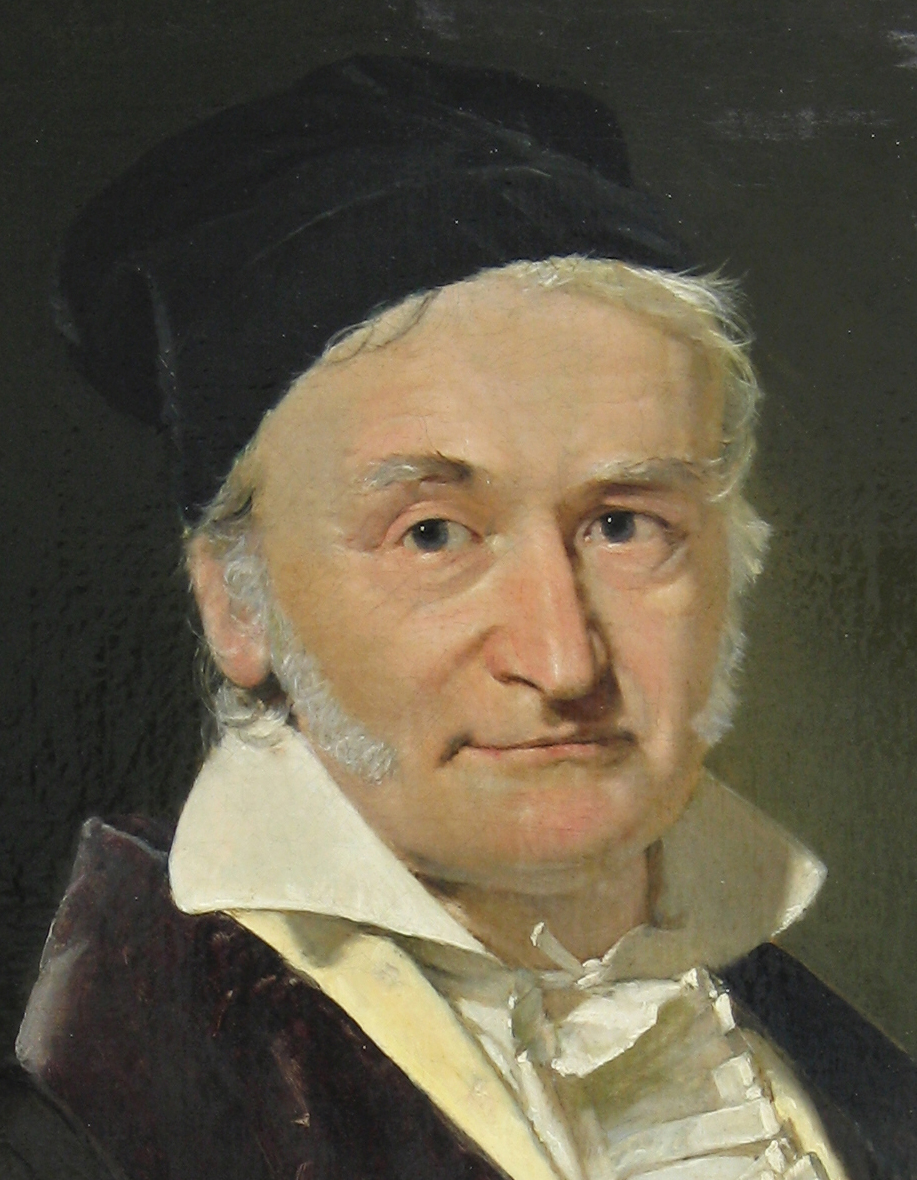
Gauss demonstrou que o conjunto dos números complexos é algebricamente fechado

O conjunto dos números complexos formam um corpo algebricamente fechado. Isso significa que toda equação algébrica de grau não nulo pode possuir como solução um número complexo. Mais formalmente, a seguinte equação
{\displaystyle \alpha _{n}z^{n}+\alpha _{n-1}z^{n-1}+\ldots +\alpha _{1}z+\alpha _{0}=0,\quad \alpha _{n}\neq 0}
possui pelo menos uma solução complexa.
Este resultado é conhecido como teorema fundamental da álgebra e foi demonstrado primeiramente pelo matemático alemão Carl Friedrich Gauss. Uma consequência deste teorema é que todo polinômio de grau n pode ser decomposto em um produto de n fatores lineares complexos:
{\displaystyle \alpha _{n}z^{n}+\alpha _{n-1}z^{n-1}+\ldots +\alpha _{1}z+\alpha _{0}=\alpha _{n}\left(z-z_{1}\right)\left(z-z_{2}\right)\cdots \left(z-z_{n}\right)}

### Radical algébrico
O radical algébrico é definido no conjunto dos números complexos como uma função multivalente, devido ao fato que a equação algébrica:
{\displaystyle z^{n}=A}
possui n soluções distintas para cada {\displaystyle A\neq 0,} que são dadas pela fórmula de De Moivre:
{\displaystyle z_{k}=|A|^{1/n}\left(e^{i(\theta +2k\pi )/n}\right),~~k=0,1,\ldots ,n-1}
onde {\displaystyle A=|A|e^{i\theta }.}

### Estrutura de campo[8]
O conjunto C de números complexos é um campo. Resumidamente, isso significa que os seguintes fatos são válidos: primeiro, quaisquer dois números complexos podem ser adicionados e multiplicados para produzir outro número complexo. Em segundo lugar, para qualquer número complexo {\displaystyle z}, seu inverso aditivo −{\displaystyle z} também é um número complexo; e terceiro, todo número complexo diferente de zero tem um número complexo recíproco. Além disso, essas operações satisfazem uma série de leis, por exemplo, a lei da comutatividade de adição e multiplicação para quaisquer dois números complexos {\displaystyle z_{1}} e {\displaystyle z_{2}}:
{\displaystyle z_{1}+z_{2}=z_{2}+z_{1}}
{\displaystyle z_{1}z_{2}=z_{2}z_{1}}
Essas duas leis e os outros requisitos de um campo podem ser comprovados pelas fórmulas fornecidas acima, usando o fato de que os próprios números reais formam um campo.
Ao contrário dos reais, C não é um campo ordenado, ou seja, não é possível definir uma relação {\displaystyle z_{1}} que seja compatível com a adição e multiplicação. Na verdade, em qualquer campo ordenado, o quadrado de qualquer elemento é necessariamente positivo, então {\displaystyle i^{2}=-1} impede a existência de uma ordem em C.
Quando o campo subjacente para um tópico ou construção matemática é o campo de números complexos, o nome do tópico geralmente é modificado para refletir esse fato. Por exemplo: análise complexa, matriz complexa, polinômio complexo e álgebra de Lie complexa.

## Propriedades topológicas e analíticas
O conjunto dos números complexos munido da distância {\displaystyle {\hbox{dist}}\left(z,w\right)=|z-w|} forma um espaço métrico completo. De fato, o módulo possui todas as características de uma norma.

### Convergência nos complexos
Diz-se que uma sequência {\displaystyle z_{n}} de números complexos é convergente se existe um número complexo {\displaystyle z} tal que:
{\displaystyle \lim _{n\to \infty }|z-z_{n}|=0}
neste caso, denota-se:
{\displaystyle \lim _{n\to \infty }z_{n}=z\quad {\hbox{ou}}\quad z_{n}\to z}
- É fácil verificar que se {\displaystyle z_{n}=a_{n}+ib_{n},} então {\displaystyle z_{n}} converge para {\displaystyle z=a+ib} se e somente se {\displaystyle a_{n}} converge para {\displaystyle a} e {\displaystyle b_{n}} converge para {\displaystyle b.}
- Do fato de que {\displaystyle \left||z_{n}|-|z|\right|\leq |z_{n}-z|,} é válido que se {\displaystyle z_{n}\to z} então {\displaystyle |z_{n}|\to |z|}

## O conjunto dos números complexos como extensão algébrica
Outra forma de entendermos os números complexos é através de polinômios com coeficientes reais. Ao usarmos a identidade {\displaystyle i^{2}+1=0} para simplificarmos identidades algébricas, estamos efetivamente encontrando o maior fator de {\displaystyle i^{2}+1} na expressão e o substituindo por zero. Por exemplo, a expressão {\displaystyle i^{3}-i+5} pode ser escrita formalmente como {\displaystyle (i^{2}+1)i-2i+5} e, substituindo a identidade, encontramos {\displaystyle i^{3}-i+5=-2i+5}. Esse processo pode ser sistematizado da seguinte forma: dado um polinômio de coeficientes reais na variável {\displaystyle x} (isso é, um elemento de {\displaystyle \mathbb {R} [x]}), podemos dividi-lo por {\displaystyle x^{2}+1} e trabalharmos somente com o seu resto (que deve, pelas propriedades da Divisão polinomial) ter grau um, ou seja, ser da forma {\displaystyle a+bx}.
Esse processo de adicionar a raiz de um polinômio a um corpo é conhecido, no campo da álgebra abstrata, como extensão de corpos. O número {\displaystyle i} pode ser interpretado como o elemento que gera a extensão algébrica dos números reais contendo a raiz do polinômio {\displaystyle x^{2}+1.} Isto é, o corpo {\displaystyle \mathbb {C} =\mathbb {R} [i]} é isomorfo ao corpo quociente {\displaystyle \mathbb {R} [x]/(x^{2}+1)} pela aplicação {\displaystyle \phi :\mathbb {C} \rightarrow \mathbb {R} [x]/(x^{2}+1),} onde o homomorfismo de anéis é tal que, restrito aos reais, é a aplicação identidade e leva {\displaystyle i} em {\displaystyle \phi (i)=x.} Por essa própria construção vemos que, como {\displaystyle -i} também é raiz de {\displaystyle x^{2}+1}, os corpos obtidos adicionando qualquer uma dessas raízes devem ser isomorfos, isso é, {\displaystyle \mathbb {R} [i]\sim \mathbb {R} [-i]}. Ao tratar desse ponto de vista algébrico, entendemos que a conjugação, por ser um isomorfismo de corpos, preserva somas e produtos.

### Logaritmos

#### Função logarítmica natural
Se {\displaystyle z=re^{i\theta }} , onde {\displaystyle r} é o módulo e {\displaystyle \theta } é o argumento medido em radianos do número complexo {\displaystyle z} e {\displaystyle e^{w}=z}, gostaríamos de escrever {\displaystyle \ln(w)=e}. Isso não é imediato no entanto, porque, diferente do caso real, a exponencial complexa não é uma Função injectiva, de fato {\displaystyle e^{2i\pi n}=1} para todo número inteiro {\displaystyle n}. Não sendo injetiva, a função exponencial com Contradomínio nos números complexos não admite Função inversa no sentido usual. Essas considerações de lado, escreva {\displaystyle w=a+bi} então {\displaystyle e^{w}=e^{a}e^{bi}} e portanto {\displaystyle e^{a}e^{bi}=re^{i\theta }}. Da igualdade desses números complexos escritos na forma polar temos: {\displaystyle a=\ln r} e {\displaystyle b=\theta +2k\pi } onde {\displaystyle k} representa algum número inteiro. Desse raciocínio, definimos a função logarítmica natural de uma variável complexa z pela equação:
{\displaystyle \ln z} = {\displaystyle \ln r} + {\displaystyle i} ( {\displaystyle \theta } + {\displaystyle 2k\pi } )
Assim, a função {\displaystyle ln} {\displaystyle z} é multivalente com infinitos valores - mesmo para números reais. Se alterarmos o domínio dessa função logaritmo para uma Superfície de Riemann convenientemente definida, podemos transformar o logaritmo complexo em uma função de fato.
Chamamos de valor principal de {\displaystyle ln} {\displaystyle z} o número definido por:
{\displaystyle \ln z=\ln r} + {\displaystyle i} {\displaystyle \theta }

#### Função logarítmica decimal
Em termos de logaritmos decimais, podemos definir a função logarítmica anterior como:
{\displaystyle \lg z=\lg r+} {\displaystyle i\lg e} ( {\displaystyle \theta } ± {\displaystyle 2k\pi } )
Essa função também é multivalente e têm seu valor principal quando {\displaystyle k=0.}

## Gráficos de funções complexas
A representação gráfica de uma função com domínio e imagem no campo dos complexos é impraticável, pois tal função reside na quarta dimensão, ou seja, seria preciso um sistema de coordenadas com quatro eixos perpendiculares entre si para a construção da curva, a qual seria uma "superfície-2D" representada num "hiperespaço-4D".
Todavia, existem diversas maneiras de se estudar o comportamento de tais funções sem sair de nosso espaço euclidiano de três dimensões.
Uma delas, pouco usual, é representar uma função complexa, por exemplo {\displaystyle f(z)=-z}, no próprio plano de Argand-Gauss, utilizando cores para representar o "jeito" da função. Este método denomina-se "Color Domain" ou Domínio de Cores. Temos então que para todo ponto do plano complexo está associada uma cor que corresponde à imagem da função neste ponto.
Outra opção é representar apenas os valores da função que têm imagem real, como na figura da próxima seção. Esta secção da curva de uma função complexa irá resultar em uma nova curva unidimensional que está distribuída no espaço tridimensional. A representação dos valores reais da imagem da função complexa é interessante principalmente porque nos ajuda a compreender, por exemplo, as raízes complexas de um polinômio, como {\displaystyle P(x)=x^{2}+1}, cujas raízes são {\displaystyle i} e {\displaystyle -i}.
Observe que na figura que segue o plano X/Y corresponde ao plano de Argand-Gauss, e o eixo Z de valores reais representa a imagem de apenas números complexos cuja transformação {\displaystyle z^{2}+1} possui parte imaginária nula. Isso não quer dizer que a função não tenha imagem no campo complexo, apenas que essa imagem não pode ser representada na figura.

## Forma trigonométrica dos números complexos

### Representação trigonométrica
Na representação trigonométrica, um número complexo {\displaystyle z=a+ib} é determinado pelo módulo do vetor que o representa, e pelo ângulo que faz com o semieixo positivo das abscissas.

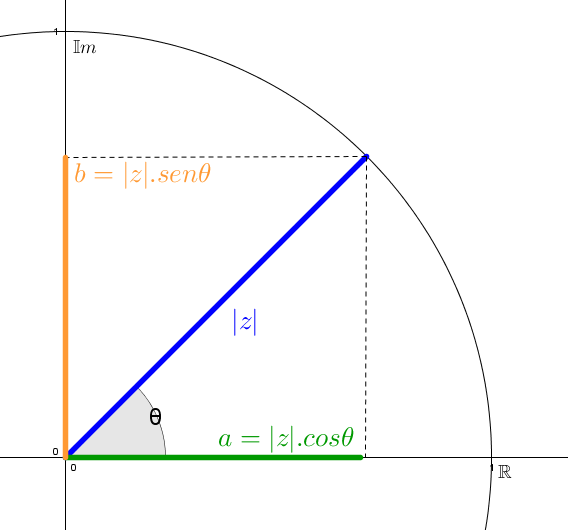

Um vetor é representado por um segmento de reta orientado, e define grandezas que se caracterizam por:
- Módulo: exprime o comprimento do segmento;
- Direção: é dada pelo ângulo entre a reta suporte e a horizontal;
- Sentido: é dado pela seta.

Quando {\displaystyle z=a+ib}:
- Argumento de {\displaystyle z} é o ângulo {\displaystyle \theta }
- Módulo de {\displaystyle z} é o comprimento {\displaystyle r=|z|={\sqrt {a^{2}+b^{2}}}}

O argumento geral de {\displaystyle z} é {\displaystyle \theta +2\pi k} ou {\displaystyle \theta +360^{\circ }k}, o argumento principal é o valor de {\displaystyle \theta } no intervalo {\displaystyle -\pi <\theta \leq \pi } ou {\displaystyle -180^{\circ }<\theta \leq 180^{\circ }}.
A partir das relações trigonométricas, obtêm-se:
{\displaystyle \cos \theta ={a \over |z|}}, isto é {\displaystyle a=|z|\cos \theta }
{\displaystyle \operatorname {sen} \theta ={b \over |z|}}, isto é {\displaystyle b=|z|\operatorname {sen} \theta }
Portanto, para o número complexo {\displaystyle z=a+ib}{\displaystyle \quad }{\displaystyle \Rightarrow }{\displaystyle \quad } {\displaystyle z=(|z|\cos \theta )+i(|z|\operatorname {sen} \theta )}
Exemplos:
{\displaystyle \quad }1) Se {\displaystyle z} é um número real, com {\displaystyle |z|=1}, e o ponto P pertence à reta das abcissas,
{\displaystyle \quad }{\displaystyle \quad }Isto é: {\displaystyle \theta =0+2\pi k} e {\displaystyle |z|=1}
{\displaystyle \quad }{\displaystyle \quad }{\displaystyle z=1} na forma trigonométrica é {\displaystyle z=\cos 2\pi k+i\operatorname {sen} 2\pi k}, com {\displaystyle k\in \mathbb {Z} }.
{\displaystyle \quad }{\displaystyle \quad }Isso quer dizer que existem infinitas representações trigonométricas para {\displaystyle z}, correspondentes a giros dados em torno da origem.
{\displaystyle \quad }{\displaystyle \quad }Neste caso, {\displaystyle z=1} pode ser representado por:
{\displaystyle \quad }{\displaystyle \quad }{\displaystyle z=\cos \left(2\pi \cdot 0\right)+i\operatorname {sen} \left(2\pi \cdot 0\right)}{\displaystyle \quad }{\displaystyle \Rightarrow }{\displaystyle \quad }{\displaystyle z=\cos 0+i\operatorname {sen} 0}
{\displaystyle \quad }{\displaystyle \quad }{\displaystyle z=\cos \left(2\pi \cdot 1\right)+i\operatorname {sen} \left(2\pi \cdot 1\right)}{\displaystyle \quad }{\displaystyle \Rightarrow }{\displaystyle \quad }{\displaystyle z=\cos 2\pi +i\operatorname {sen} 2\pi }
{\displaystyle \quad }{\displaystyle \quad }{\displaystyle z=\cos \left(2\pi \cdot 2\right)+i\operatorname {sen} \left(2\pi \cdot 2\right)}{\displaystyle \quad }{\displaystyle \Rightarrow }{\displaystyle \quad }{\displaystyle z=\cos 4\pi +i\operatorname {sen} 4\pi }
{\displaystyle \quad }{\displaystyle \quad }Etc..
{\displaystyle \quad }2) Se {\displaystyle z} é um número imaginário, com {\displaystyle |z|=1}, e o ponto P pertence à reta das ordenadas,
{\displaystyle \quad }{\displaystyle \quad }Isto é: {\displaystyle \theta ={\frac {1}{2}}\pi +2\pi k} e {\displaystyle |z|=1}
{\displaystyle \quad }{\displaystyle \quad }{\displaystyle z=i} na forma trigonométrica é {\displaystyle z=\cos \left({\frac {1}{2}}\pi +2\pi k\right)+i\operatorname {sen} \left({\frac {1}{2}}\pi +2\pi k\right)}, com {\displaystyle k\in \mathbb {Z} }.
{\displaystyle \quad }{\displaystyle \quad }Como no exemplo anterior, existem infinitas representações trigonométricas para {\displaystyle z}, correspondentes a giros dados em torno da origem.
{\displaystyle \quad }{\displaystyle \quad }Neste caso, {\displaystyle z=i} pode ser representado por
{\displaystyle \quad }{\displaystyle \quad }{\displaystyle z=\cos \left({\frac {1}{2}}\pi +2\pi \cdot 0\right)+i\operatorname {sen} \left({\frac {1}{2}}\pi +2\pi \cdot 0\right)}{\displaystyle \quad }{\displaystyle \Rightarrow }{\displaystyle \quad }{\displaystyle z=\cos {\frac {1}{2}}\pi +i\operatorname {sen} {\frac {1}{2}}\pi }
{\displaystyle \quad }{\displaystyle \quad }{\displaystyle z=\cos \left({\frac {1}{2}}\pi +2\pi \cdot 1\right)+i\operatorname {sen} \left({\frac {1}{2}}\pi +2\pi \cdot 1\right)}{\displaystyle \quad }{\displaystyle \Rightarrow }{\displaystyle \quad }{\displaystyle z=\cos {\frac {5}{2}}\pi +i\operatorname {sen} {\frac {5}{2}}\pi }
{\displaystyle \quad }{\displaystyle \quad }{\displaystyle z=\cos \left({\frac {1}{2}}\pi +2\pi \cdot 2\right)+i\operatorname {sen} \left({\frac {1}{2}}\pi +2\pi \cdot 2\right)}{\displaystyle \quad }{\displaystyle \Rightarrow }{\displaystyle \quad }{\displaystyle z=\cos {\frac {9}{2}}\pi +i\operatorname {sen} {\frac {9}{2}}\pi }
{\displaystyle \qquad }{\displaystyle \qquad }Etc..

### Igualdade de números complexos
Dados dois números complexos {\displaystyle z=a+ib} e {\displaystyle w=c+id} têm-se, na forma trigonométrica, um argumento geral, sendo:
{\displaystyle \quad }{\displaystyle z=|z|(\cos \left(\theta +2\pi k\right)+i\operatorname {sen} \left(\theta +2\pi k\right))}
{\displaystyle \quad }{\displaystyle w=|w|(\cos \left(\alpha +2\pi k\right)+i\operatorname {sen} \left(\alpha +2\pi k\right))}
{\displaystyle \quad }{\displaystyle z=w}{\displaystyle \quad }{\displaystyle \Leftrightarrow }{\displaystyle \quad }{\displaystyle |z|\cos \theta =|w|\cos \alpha } e {\displaystyle |z|\operatorname {sen} \theta =|w|\operatorname {sen} \alpha }{\displaystyle \quad }{\displaystyle \Leftrightarrow }{\displaystyle \quad }{\displaystyle |z|=|w|} e {\displaystyle \alpha =\theta +2\pi k}
A igualdade exige que {\displaystyle |z|=|w|} mas não exige que {\displaystyle \theta =\alpha }, mas sim que os vetores coincidam, na mesma direção, módulo e sentido.

### Simétrico de um número complexo

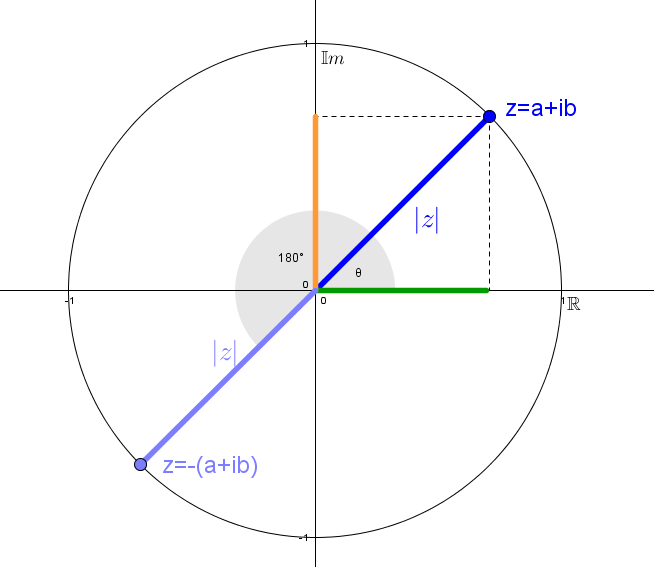

O simétrico de um número complexo {\displaystyle z=a+ib} é o número {\displaystyle -z=-(a+ib)}, ou seja {\displaystyle -z=(-a)+i(-b)}.
Corresponde a uma rotação de 180° em torno da origem, a partir de {\displaystyle z}.
Em notação trigonométrica:
{\displaystyle z=|z|\left(\cos \theta +i\operatorname {sen} \theta \right)} e {\displaystyle (-z)=|z|\left(\cos \left(\theta +\pi \right)+i\operatorname {sen} \left(\theta +\pi \right)\right)}
Exemplo:
{\displaystyle z=1+i=|z|(\cos \theta +i\operatorname {sen} \theta )={\sqrt {2}}\left(\cos {\frac {\pi }{4}}+i\operatorname {sen} {\frac {\pi }{4}}\right)}
{\displaystyle (-z)=-1-i=|z|(\cos(\theta +\pi )+i\operatorname {sen}(\theta +\pi ))={\sqrt {2}}\left(\cos {\frac {5}{4}}\pi +i\operatorname {sen} {\frac {5}{4}}\pi \right)}

### Conjugado de um número complexo

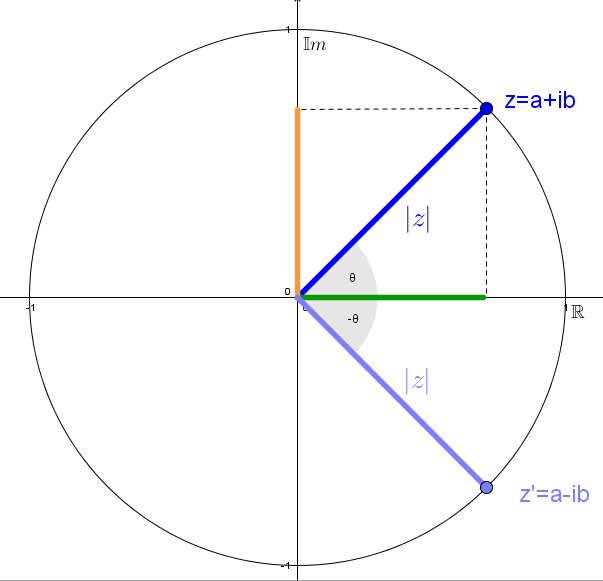

O conjugado de um número complexo {\displaystyle z=a+ib} é o número {\displaystyle {\bar {z}}=a-ib}.
Corresponde a uma reflexão de {\displaystyle z} na reta das abcissas.
Em notação trigonométrica:
{\displaystyle z=|z|(\cos \theta +i\operatorname {sen} \theta )} e {\displaystyle {\bar {z}}=|z|(\cos(-\theta )+i\operatorname {sen}(-\theta ))}
Exemplo:
{\displaystyle z=1+i=|z|\left(\cos \theta +i\operatorname {sen} \theta \right)={\sqrt {2}}\left(\cos {\frac {\pi }{4}}+i\operatorname {sen} {\frac {\pi }{4}}\right)}
{\displaystyle {\bar {z}}=-1-i=|z|\left(\cos(-\theta )+i\operatorname {sen}(-\theta )\right)={\sqrt {2}}\left(\cos \left(-{\frac {5}{4}}\right)\pi +i\operatorname {sen} \left(-{\frac {5}{4}}\right)\pi \right)}

### Produto dos números complexos
Seja {\displaystyle z=|z|\left(\cos \theta +i\operatorname {sen} \theta \right)} e {\displaystyle w=|w|\left(\cos \alpha +i\operatorname {sen} \alpha \right)}, a interpretação geométrica do produto dos números complexos pode seguir os seguintes casos:

#### O produto de um número complexo Z por um número real K

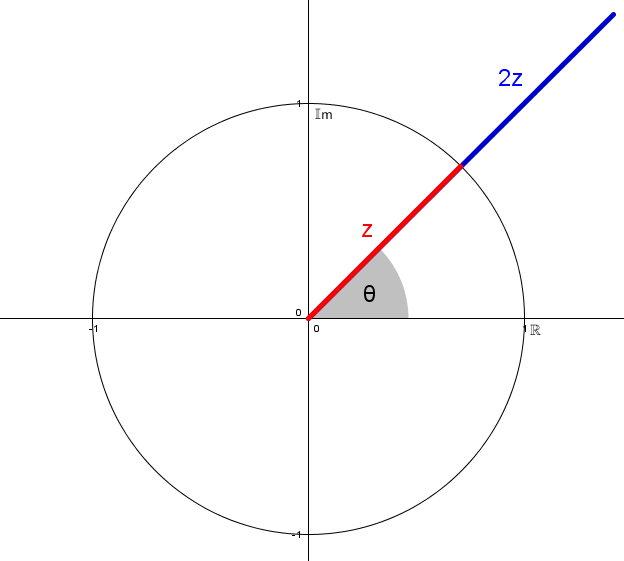

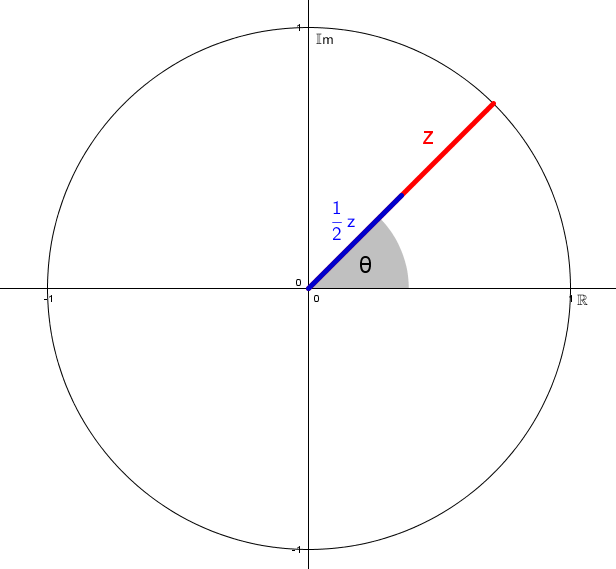

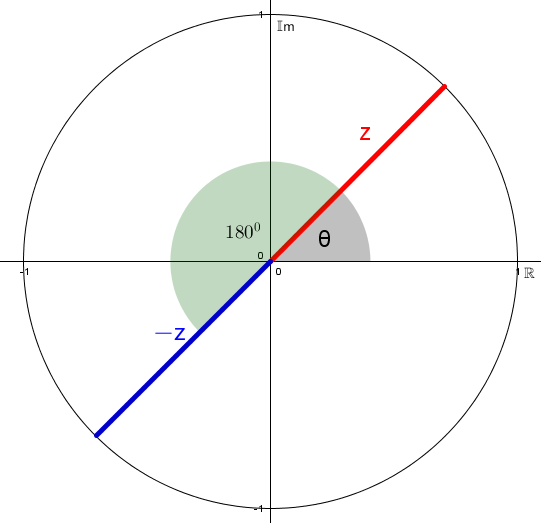

{\displaystyle \quad }{\displaystyle \quad }{\displaystyle k\cdot z=k\cdot |z|(\cos \theta +i\operatorname {sen} \theta )}
Se {\displaystyle k>1}, então o produto corresponde a uma ampliação do vetor {\displaystyle z}
Exemplo:
{\displaystyle z=1+i=|z|(\cos \theta +i\operatorname {sen} \theta )={\sqrt {2}}(\cos 45^{\circ }+i\operatorname {sen} 45^{\circ })}
{\displaystyle 2z=2+2i=2|z|(\cos \theta +i\operatorname {sen} \theta )=2{\sqrt {2}}(\cos 45^{\circ }+i\operatorname {sen} 45^{\circ })}
{\displaystyle \quad }
{\displaystyle \quad }
{\displaystyle \quad }
{\displaystyle \quad }{\displaystyle \quad }
Se {\displaystyle 0<k<1}, então o produto corresponde a uma contração do vetor {\displaystyle z}
Exemplo:
{\displaystyle z=1+i=|z|(\cos \theta +i\operatorname {sen} \theta )={\sqrt {2}}(\cos 45^{\circ }+i\operatorname {sen} 45^{\circ })}
{\displaystyle {\frac {1}{2}}z={\frac {1}{2}}+{\frac {1}{2}}i={\frac {1}{2}}|z|(\cos \theta +i\operatorname {sen} \theta )={\frac {\sqrt {2}}{2}}(\cos 45^{\circ }+i\operatorname {sen} 45^{\circ })}
{\displaystyle \quad }
{\displaystyle \quad }
{\displaystyle \quad }
{\displaystyle \quad }
Se {\displaystyle k<0}, então o produto corresponde a uma ampliação ou contração do vetor {\displaystyle z}, seguida de uma rotação de {\displaystyle 180^{\circ }}, pois {\displaystyle z} passará para a semi-reta oposta, que contém {\displaystyle -z}.
Exemplo:
{\displaystyle z=1+i=|z|(\cos \theta +i\operatorname {sen} \theta )={\sqrt {2}}(\cos 45^{\circ }+i\operatorname {sen} 45^{\circ })}
{\displaystyle (-1)z=-(1+1i)=|z|(\cos(\theta +180^{\circ })+i\operatorname {sen}(\theta +180^{\circ }))={\sqrt {2}}(\cos 225^{\circ }+i\operatorname {sen} 225^{\circ })}
{\displaystyle \quad }
{\displaystyle \quad }
{\displaystyle \quad }

#### O produto de um número complexo Z por um imaginário puro
Dados {\displaystyle z=|z|(\cos \theta +i\operatorname {sen} \theta )} e {\displaystyle w=|w|(\cos 90^{\circ }+i\operatorname {sen} 90^{\circ })},
{\displaystyle \quad }{\displaystyle \quad }{\displaystyle zw=|z|(\cos \theta +i\operatorname {sen} \theta )|w|(\cos 90^{\circ }+i\operatorname {sen} 90^{\circ })}
{\displaystyle \quad }{\displaystyle \quad }{\displaystyle zw=|z||w|((\cos \theta \cos 90^{\circ }-\operatorname {sen} \theta \operatorname {sen} 90^{\circ })+i(\cos \theta \operatorname {sen} 90^{\circ }+\operatorname {sen} \theta \cos 90^{\circ }))}
A partir desta etapa, é necessário utilizar a expressão trigonométrica da soma dos ângulos dos senos e cossenos:
{\displaystyle \quad }{\displaystyle \quad }{\displaystyle \cos(\theta +\alpha )=\cos \theta \cos \alpha -\operatorname {sen} \theta \operatorname {sen} \alpha }
{\displaystyle \quad }{\displaystyle \quad }{\displaystyle \operatorname {sen}(\theta +\alpha )=\cos \theta \operatorname {sen} \alpha +\cos \alpha \operatorname {sen} \theta }
Logo,
{\displaystyle \quad }{\displaystyle \quad }{\displaystyle \cos(\theta +90^{\circ })=\cos \theta \cos 90^{\circ }-\operatorname {sen} \theta \operatorname {sen} 90^{\circ }}
{\displaystyle \quad }{\displaystyle \quad }{\displaystyle \operatorname {sen}(\theta +90^{\circ })=\cos \theta \operatorname {sen} 90^{\circ }+\cos 90^{\circ }\operatorname {sen} \theta }
Então,
{\displaystyle \quad }{\displaystyle \quad }{\displaystyle zw=|z||w|((\cos \theta \cos 90^{\circ }-\operatorname {sen} \theta \operatorname {sen} 90^{\circ })+i(\cos \theta \operatorname {sen} 90^{\circ }+\operatorname {sen} \theta \cos 90^{\circ }))}
{\displaystyle \quad }{\displaystyle \quad }{\displaystyle \quad }{\displaystyle \quad }{\displaystyle =|z||w|(\cos(\theta +90^{\circ })+i\operatorname {sen}(\theta +90^{\circ }))}
O produto de um número complexo por um número imaginário puro corresponde a uma ampliação ou contração do vetor, seguido de uma rotação de {\displaystyle 90^{\circ }} no sentido anti-horário, em torno da origem do vetor obtido.

#### O produto de um número complexo genérico Z por um outro número complexo W
Dados {\displaystyle z=|z|(\cos \theta +i\operatorname {sen} \theta )} e {\displaystyle w=|w|(\cos \alpha +i\operatorname {sen} \alpha )},
{\displaystyle \quad }{\displaystyle \quad }{\displaystyle zw=|z|(\cos \theta +i\operatorname {sen} \theta )|w|(\cos \alpha +i\operatorname {sen} \alpha )}
{\displaystyle \quad }{\displaystyle \quad }{\displaystyle zw=|z||w|((\cos \theta \cos \alpha -\operatorname {sen} \theta \cos \alpha )+i(\cos \theta \cos \alpha +\operatorname {sen} \theta \cos \alpha ))}
Assim como no caso anterior, é necessário utilizar a soma dos angulos dos senos e cossenos.
Logo,
{\displaystyle \quad }{\displaystyle \quad }{\displaystyle zw=|z||w|(\cos(\theta +\alpha )+i\operatorname {sen}(\theta +\alpha ))}
O produto de um número complexo {\displaystyle z} por outro número complexo {\displaystyle w} corresponde a uma ampliação ou contração do vetor, seguido de uma rotação do ângulo igual ao argumento do vetor {\displaystyle w} no sentido anti-horário em torno da origem do vetor obtido.

### Soma dos números complexos
A soma de números complexos corresponde à soma dos vetores complexos associados a esses números.
Dados quaisquer números reais {\displaystyle z} (de vetor {\displaystyle {\vec {OA}}}) e {\displaystyle w} (de vetor {\displaystyle {\vec {OB}}}), a soma {\displaystyle z+w} tem como representação vetorial o vetor {\displaystyle {\vec {OC}}}, dado por {\displaystyle {\vec {OA}}+{\vec {OB}}={\vec {OC}}}.

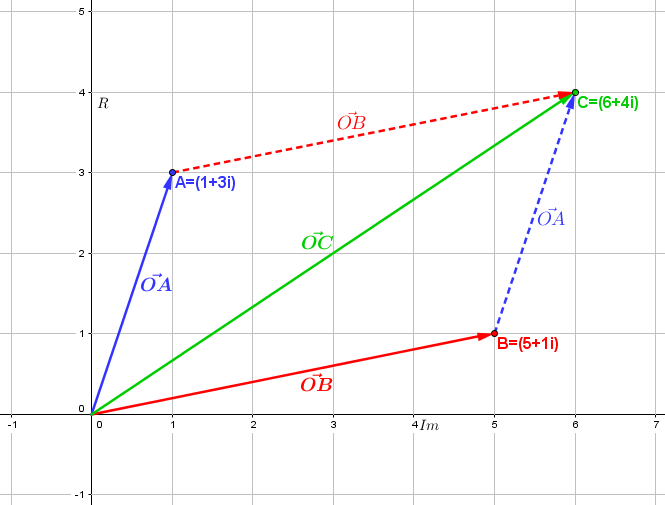

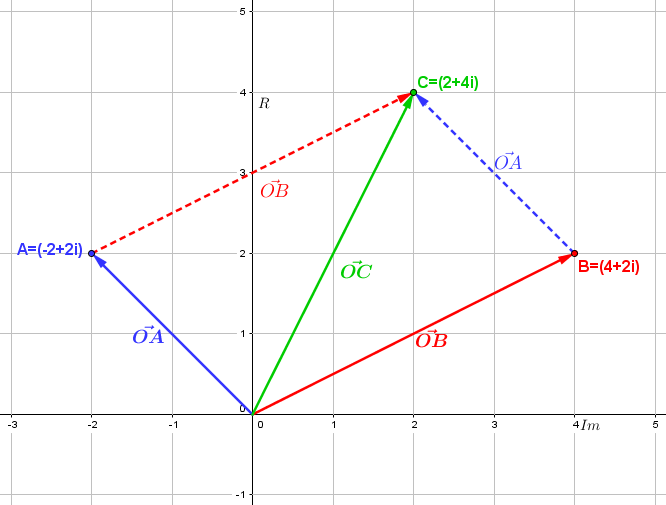

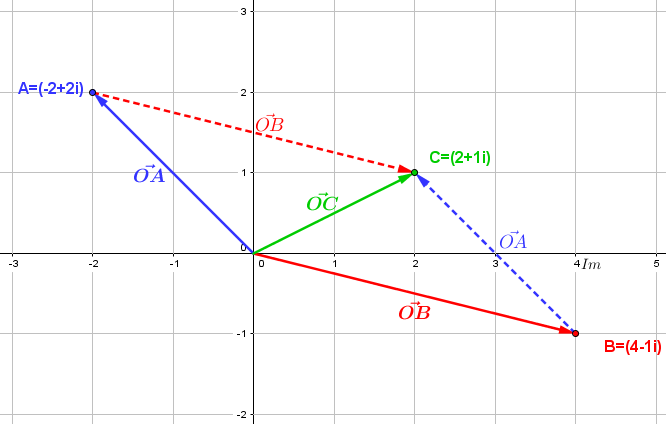

Exemplos:
{\displaystyle z={\vec {OA}}=1+3i}
{\displaystyle w={\vec {OB}}=5+1i}
{\displaystyle z+w={\vec {OA}}+{\vec {OB}}={\vec {OC}}=6+4i}
{\displaystyle \quad }
{\displaystyle \quad }{\displaystyle \quad }
{\displaystyle \quad }
{\displaystyle \quad }
{\displaystyle z={\vec {OA}}=-2+2i}
{\displaystyle w={\vec {OB}}=4+2i}
{\displaystyle z+w={\vec {OA}}+{\vec {OB}}={\vec {OC}}=2+4i}{\displaystyle \quad }
{\displaystyle \quad }
{\displaystyle \quad }
{\displaystyle \quad }
{\displaystyle \quad }
{\displaystyle z={\vec {OA}}=-2+2i}
{\displaystyle w={\vec {OB}}=4-1i}
{\displaystyle z+w={\vec {OA}}+{\vec {OB}}={\vec {OC}}=2+1i}
{\displaystyle \quad }
{\displaystyle \quad }